# Взрыватель

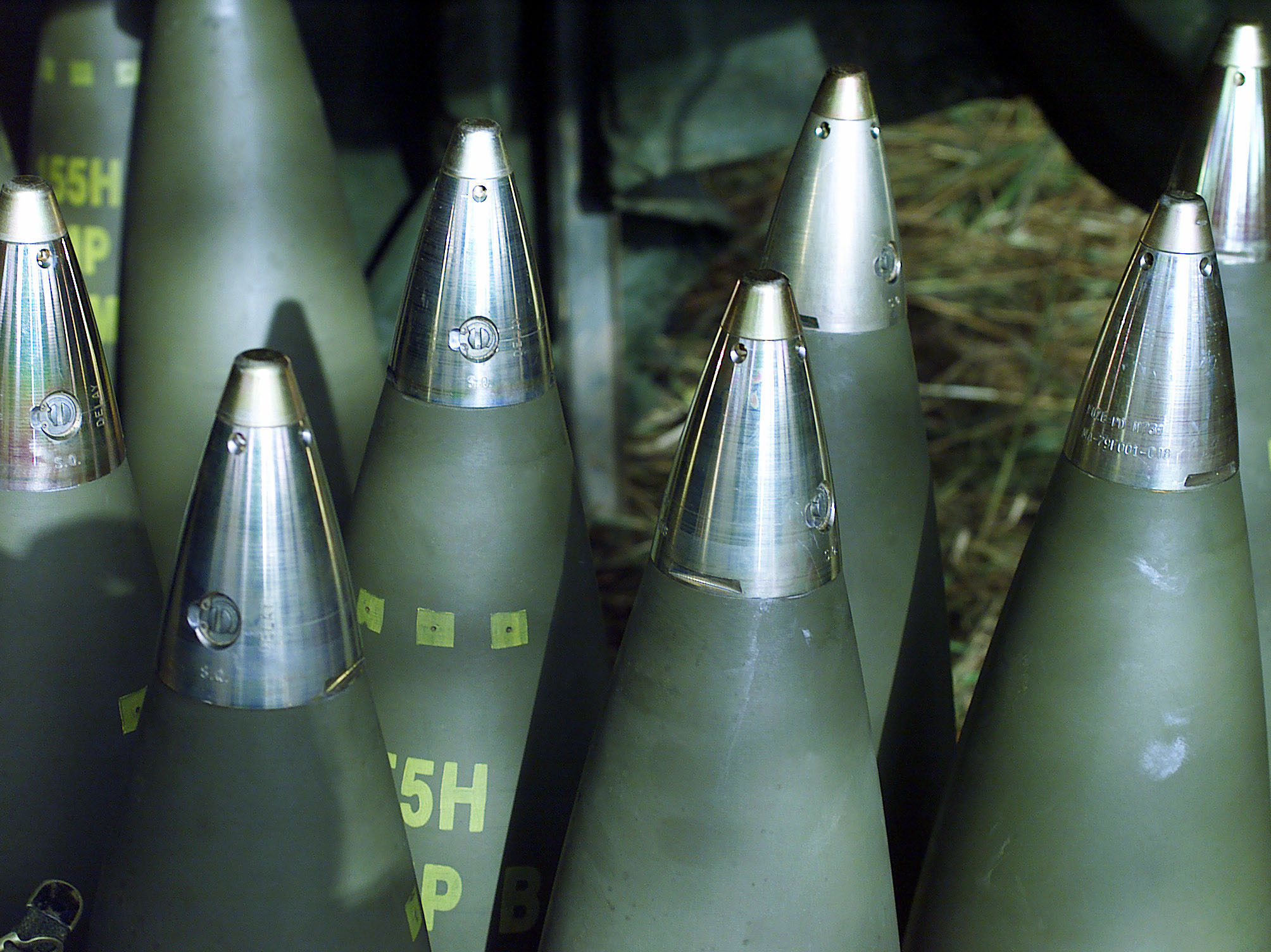
Взрыватели, установленные на снарядах

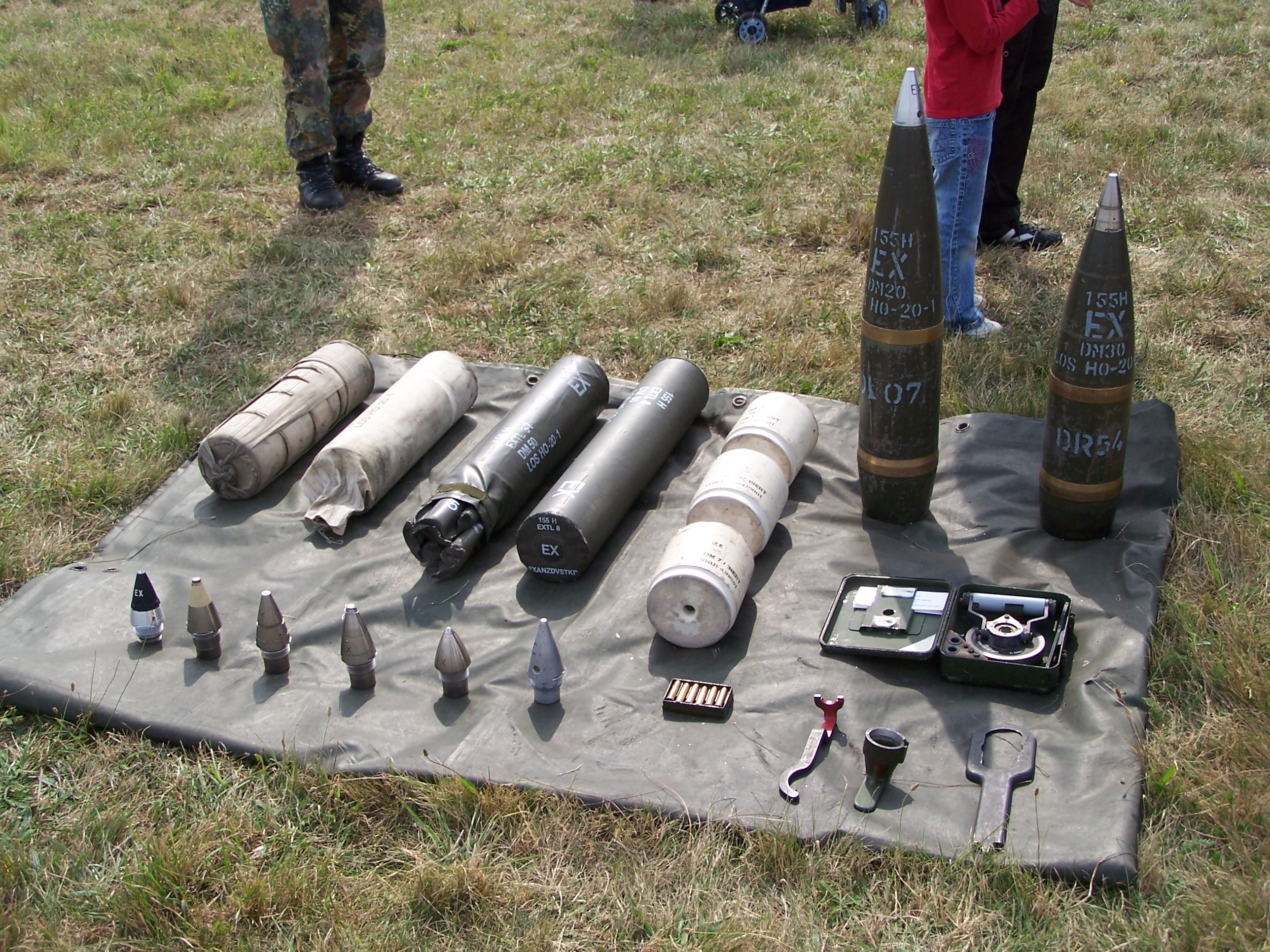
Взрыватели

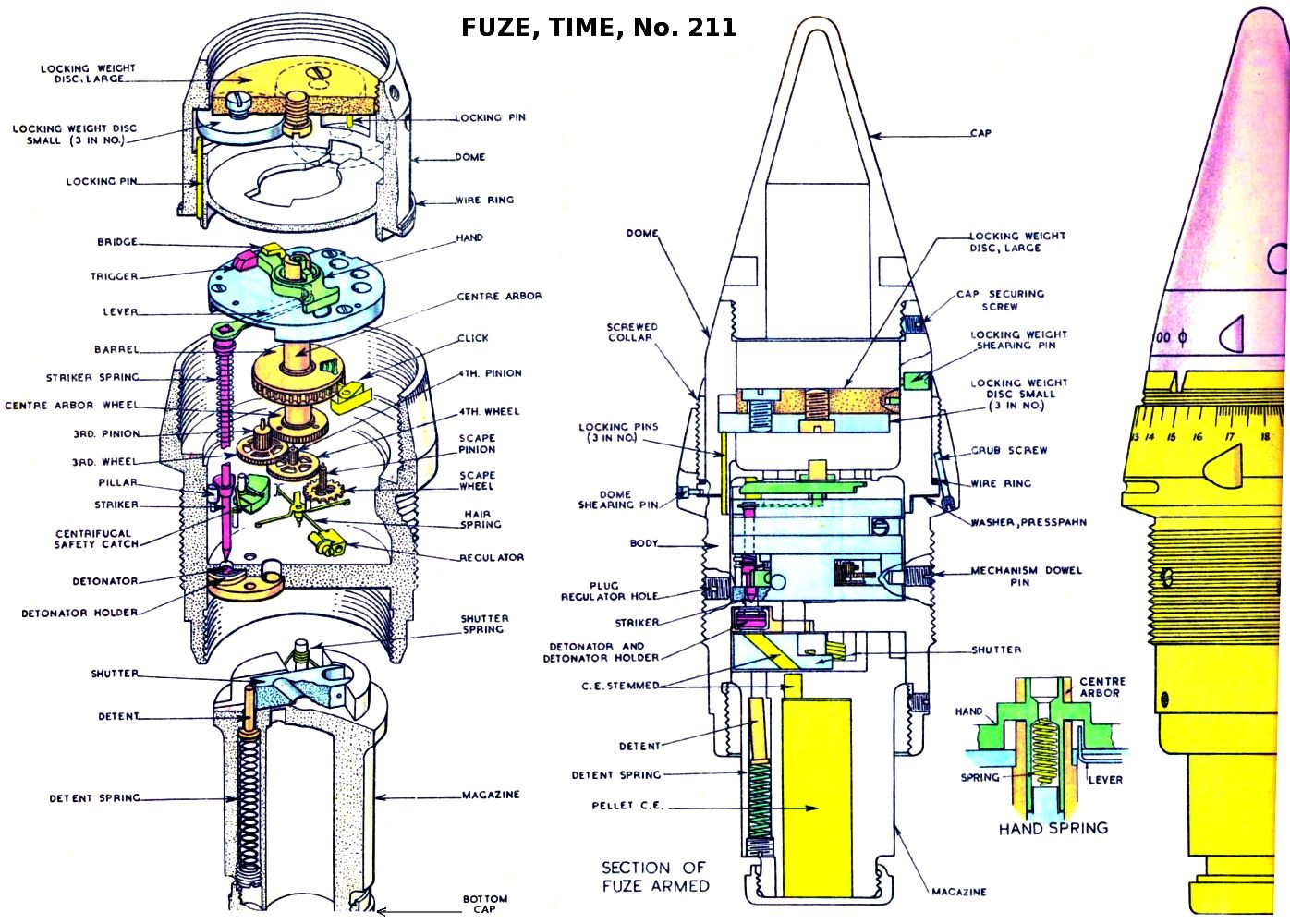
Взрыватель артиллерийского снаряда, 1930 год.

Взрыватель — устройство, предназначенное для подрыва разрывного заряда боевого припаса (артиллерийского снаряда, мины, авиабомбы, боевой части ракеты, торпеды).
Ранее назывался трубка, снарядная трубка. По принципу срабатывания взрыватели подразделяются на контактные, дистанционные, неконтактные, командные, а также комбинированного действия. 

## История
Вплоть до конца XIX века в артиллерии и при взрывных работах использовался лишь чёрный порох, который крайне чувствителен к огню и не чувствителен к удару, либо трению. Для чугунных шаровых бомб, снаряженным чёрным порохом и служивших для стрельбы из мортир крупного калибра, которые появились в середине XVI века в период война за независимость Нидерландов, использовались трубки из твердого дерева, которые набивались обыкновенным порохом или медленно горящим пороховым составом. Трубку вложенного в мортиру снаряда сначала нужно было поджечь фитилем, а затем уже воспламенить боевой заряд. Так как это было довольно опасно для самих стреляющих, то затем, убедившись, что газы боевого заряда хорошо воспламеняют обращенную вперед трубку, от зажигания ее перед выстрелом отказались и стали воспламенять только боевой заряд; такой прием стрельбы бомбами (гранатами) применялся вплоть до Крымской войны (середина XIX в.).
Во время Гражданской войны в США 1861—65 годов впервые были использованы ударные (контактные) взрыватели (они были изобретены еще в 1830-е годы в Бельгии).

## Контактные взрыватели
Контактные взрывательные устройства (ВУ) предназначены для обеспечения контактного действия, то есть срабатывания ВУ вследствие соприкосновения боеприпаса с целью или преградой.
По времени срабатывания контактные ВУ подразделяют на три вида:
- мгновенного действия — 0,05...0,1 мс;
- инерционного действия — 1...5 мс;
- замедленного действия — от единиц миллисекунд до нескольких суток; многоустановочные ВУ могут иметь не одну, а несколько установок по времени срабатывания[уточнить].

- гидростатический взрыватель — взрыватель глубинной бомбы, срабатывание которого происходит от возрастающего гидростатического давления на заранее установленной глубине.[5]

## Неконтактные взрыватели
Неконтактные ВУ служат для обеспечения неконтактного действия, то есть срабатывания взрывателя вследствие взаимодействия с целью или преградой без соприкосновения с ней боеприпаса.
- автоматические подразделяют по типу воздействия:
  - магнитный,
  - оптический,
  - радиовзрыватель

и пр.
Взрыватели индукционного типа имеют индукционный датчик (вихревой генератор), обеспечивающий подрыв БЧ при прохождении ракеты/снаряда вблизи металлической обшивки цели. При прямом попадании подрыв БЧ осуществляется дублирующим контактным взрывателем.
Перспективные комплексы вооружения в странах НАТО предназначены для стрельбы боеприпасами управляемого подрыва с реализацией стандартизованной схемы программирования взрывателя снарядов типа AHEAD (надульного программатора), либо в трактах питания пушечных систем («Бушмастер II», «Рейнметалл» Rh503, «Бофорс» L70 и CT40. При подрыве боеприпасов дистанционного управляемого подрыва типа PABM (Programmable Air Burst Munition) обеспечивается заданная эффективность осколочного поражения защищённой живой силы в СИБ.

## Взрыватели дистанционного действия
Дистанционные взрыватели предназначены для обеспечения дистанционного действия, то есть срабатывания в заданной точке траектории полёта боеприпаса (на дистанции) без какого-либо взаимодействия с целью. Обычно дистанционные ВУ отсчитывают промежуток времени, необходимый боеприпасу для достижения требуемой точки траектории, однако бывают и другие способы определения пространственного положения боеприпаса.
По конструктивному исполнению различают следующие дистанционные ВУ:
- пиротехнические;
- механический;
- электромеханические;
- электронные.

Для ручных гранат понятие «дистанционная» некорректное, но устоявшееся по аналогии с артиллерийскими снарядами — запал горит 3…5 секунд, а потом взрывается.

## Командные взрыватели
Командные (или телеуправляемые) взрыватели — это ВУ, которые срабатывают по команде, подаваемой с наземного или воздушного командного пункта.